# Жан Беллетт
Жан Беллетт (англ. Jean Bellette; *25 березня 1908 — 16 березня 1991) — австралійська художниця-модерніст з Тасманії. Освіту здобувала в Гобарті й у художній школі Джуліана Ештона в Сіднеї, де одним з її вчителів була Теа Проктор. У Лондоні вона вчилася в художників Бернарда Менінського і Марка Гертлера.
Беллетт була впливовою людиною в сіднейських художніх колах середини XX ст. Вона часто малювала сцени під впливом грецьких трагедій Евріпіда і Софокла і епосів Гомера. Єдина жінка, яка отримала премію Джона Сулмана більше одного разу, Беллетт претендувала на цю нагороду в 1942 році з «За ким дзвонить дзвін» (англ. For Whom the Bell Tolls), і в 1944 році з «Іфігенія в Тавриді» (англ. Iphigenia in Tauris). Вона допомогла заснувати премію Блейка для підвищення стандартів релігійного мистецтва і була її першим суддею. Беллетт вийшла заміж за художника і критика Пола Хефлігера в 1935 році. Пара переїхала на Майорку в 1957 році; хоча згодом вона повернулася з візитом в Австралію і проводила там виставки, проте Беллетт не повернулася туди жити і стала виконувати другорядну роль в австралійському мистецтві.

## Ранні роки
Беллетт народилася в Гобарті 25 березня 1908 року і була єдиною дитиною в сім'ї. Росла дівчинка в сільській Тасманії з її матір'ю-художницею і батьком-поштмейстером. Почала навчатися в місцевій Англіканській школі в Делорайні, у віці 13 років — в Школі Друзів (англ. The Friends' School) в Хобарті, а потім в Технічному коледжі Хобарта. Вона була ученицею в художній школі Джуліана Ештона в Сіднеї. Її вчителькою була Теа Проктор, серед товаришів був художник Джон Пассмор. Її малюнки та акварелі, виставлені на студентській художній виставці 1934 року, отримали позитивні відгуки критика в газеті «The Sydney Morning Herald». У школі мистецтв Ештона Беллетт познайомилася з австралійським художником Полом Хефлігером, і в 1935 році вони одружилися. Наступного року вони подорожували по Європі, а Беллетт (як і Пассмор) вчилася у Вестмінстерській школі мистецтв, де її навчали Бернард Менінський і Марк Гертлер. У 1938 Беллетт і її чоловік вивчали фігурне малювання (англ. life drawing) в Академії Ґранд-Шом'єр (фр. Académie de la Grande Chaumière) в Парижі.

## Кар'єра

### Австралія
Беллетт і Хефлігер повернулися до Австралії незадовго до початку Другої світової війни. Незабаром після приїзду Беллетт влаштувала виставку в галереї Macquarie в Сіднеї. Подружжя стало впливовими членами сіднейської арт-групи, мережі «модних» модерністів, учасниками якої також були Вільям Добелл і Рассел Драйсдейл. Беллетт малювала і проводила регулярні виставки — «персональні шоу кожен другий рік і групові шоу щороку в галереї Macquarie». Її чоловік працював художнім критиком в газеті «The Sydney Morning Herald» протягом тривалого часу.
У 1942 жінка виграла премію Джона Сулмана з «За ким дзвонить дзвін» (англ. For Whom the Bell Tolls). Тоді в 1944 році вона знову здобула перемогу з картиною «Іфігенія в Тавриді» (англ. Iphigenia in Tauris), натхненною п'єсою Евріпіда. Композиція розгортається в сухому, відкритому ландшафті, з декількома вершниками на конях, зовнішній вигляд яких наводить на думку «про австралійське сьогодення, а не про грецьку давнину». Суддя, який присудив приз, насправді віддав перевагу іншій її роботі, Електра (англ. Electra), що зображує сестру Іфігенії, також відому в грецькій трагедії, але вона не відповідала вимогам розміру. «Іфігенія Таврійська» і «Електра» були одними з багатьох творів, створених Беллеттою в 1940-х роках, натхнених трагедіями Евріпіда, Софокла і Гомера. Вибір теми і підхід художниці були у певних протиріччях з панівним модернізмом, у той час як вона, здавалося, уникала явних зв'язків між класикою і Австралією. Беллетт говорила, що вважає за краще вибирати свою палітру і просторове розташування своїх композицій, щоб передати атмосферу місця. Критики виявили вплив європейських модерністів Арістида Майоля і Джорджо де Кіріко, а також італійських художників кватроченто Мазаччо і П'єро делла Франческа, про деяких Беллетт писала статті в журналі «Мистецтво в Австралії» (англ. «Art in Australia»).
Найхарактернішою рисою творчості художниці був саме її особливий вибір класичних сюжетів. У 1946 році картини Беллетт були виставлені щонайменше на чотирьох окремих виставках. Критики говорили про її синтез «імпульсивності романтизму й обдуманості класицизму», а також її «романтично-класичний» підхід. Незважаючи на загальноприйняті позитивні відгуки, існували деякі застереження, особливо щодо того, що художниця ризикує зупинитися на якійсь ідеї, а потім повторити її в своїй роботі. Звернення Беллетт до класичних сюжетів виходило за рамки звичайного живопису; в 1947 році вона створила текстильний дизайн під назвою «міфи і легенди», а в 1948 році створила декорації для постановки шекспірівського «Перикла, принца Тіру». Її «енергійна уява» була добре оцінена, хоча акторська гра такою не була.

Хоча знову премію Сулман вона не виграла, їй вдалося досягти успіху в тому, що роботи все одно були представлені на цьому конкурсі, включаючи виставки 1946, 1947, 1948 і 1950 років. Беллетт продовжувала писати класичні сцени і близько 1950 року випустила роботу «Хор без Іфігенії» (англ. «Chorus without Iphigenia»). Куплена Національною галереєю Австралії в 1976 році, ця картина маслом зображує п'ять фігур, «які позують як статуї в живій картині, [і які] володіють свого роду еротичною енергією». Анна Грей, куратор Національної галереї, інтерпретувала сцену, яку обрала Беллетт:
«Хоча в цьому зображенні нічого не відбувається, ми асоціюємо фігури з трагедією, зі смертю і трауром — з класичним відсилом у назві картини. Іфігенія, дочка Агамемнона, віддала своє життя за свою країну, коли богиня Артеміда попросила її про це в обмін на сприятливий вітер, щоб грецькі кораблі могли плисти в Трою. Можна припустити, що на цій меланхолійній картині Беллетт зображено друзів Іфігенії, які оплакують її смерть».
У 1951 році Беллетт посіла друге місце на ювілейному художньому конкурсі Співдружності, поступившись молодому Джеффрі Смарт. Наступного року вона виграла конкурсну виставку, спонсоровану Metro Goldwyn Mayer, з «Дівчина з натюрмортом» (англ. «Girl With Still Life»).
Хоча Хефлігер ніколи не критикував виставки своєї дружини, інші іноді втручалися, щоб дати свої відгуки в газету «The Sydney Morning Herald». Описуючи її виставку 1950 року в галереї Macquarie, один критик вважав її «однією з найбільш стимулюючих і освіжаючих, які були помічені тут за довгий час», і що «вона малює сильною, похмурою палітрою, а її форми вироблені з великим рішенням. Вона використовує фарби чуттєво і пристрасно, як фарби, а не як багато сучасних австралійців просто колір».

Два роки по тому той же рецензент, відвідуючи ще одну персональну виставку художниці в Сіднеї, зауважив, що Беллетт:
«це одна з небагатьох австралійських художників, яка поєднує в собі тверду техніку з чутливою і багатою емоцією. У деяких більш світлих пейзажах цієї виставки міс Беллетт, мабуть, намагалася вирішити деякі з особливих труднощів живопису австралійських пейзажів. Ясне, сильне світло має тенденцію згладжувати форму і вибілювати колір; проблема, яка не піддається драматичним напруженням і похмурим настроям, характерним для її роботи. Це вимагає більш холодного і неупередженого підходу. Але коли вона знаходить пейзажі на свій смак, такі як жорсткі пагорби і дзижачі хмари в № 8, земля, що розкладається від ерозії в № 19, або Колюча пустеля „грубої країни“ в № 14, вона справляється з ними з великою майстерністю і ефективністю. Її фігурні малюнки рішуче намальовані і твердо змодельовані. У дівчат є задумливу гідність, ніби вони розмірковують про тягарі й безрадісність майбутнього, яке вони проведуть як каріатиди. Натюрморти та інтер'єр — це чудові вправи у формальній організації, кольори яких похмурі, але багаті».
Приблизно в цей же час Беллетт також провела виставку в Мельбурні, яка включала в себе деякі чорно-білі ландшафтні дослідження, а також деякі з її класичних грецьких предметів. Арнольд Шор, критик для журналу «The Argus», навів відмінності між цими двома групами робіт. Він вважав, що один з пейзажів «змушує серце співати своїм прекрасним тоном, малюнком і почуттям місця». Продовжуючи, він зазначав, що пейзажі і деякі інші роботи «досягають в кращому випадку стандарту, лише смутно передбачуваного, коли художник занадто стурбований прагненням до нового трактування стародавніх грецьких ідеалів».
Картини Беллетт входили в число робіт дванадцяти австралійських художників, включених в 1953 році у виставку художньої ради Великої Британії в Лондоні (англ. Arts Council of Great Britain), п'яти регіональних британських містах і на Венеційській бієнале. Беллетт була однією з двох жінок, представлених на виставці, разом із Констанс Стоукс. Як і на премії Сулмана, сюжети Беллетт були класичними тематичними роботами: Електра (1944) і Едіп (1945). Голова художньої ради Кеннет Кларк був розчарований реакцією британських критиків на виставку, і їх увага до теми державності мало зверталася до робіт Беллетт і деяких інших художників.
Окрім того, що Хефлігер і Беллетт провели час у Мистецькому співтоваристві Сіднея (англ. Sydney's art community), в 1954 році вони купили котедж в Хілл-Енді (англ. Hill End), старому золотодобувному селі в центрі Нового Південного Уельсу. Вони додали студію, і територія стала одночасно дачею і місцем для зустрічей і художніх починань колег з Сіднейського кола, включаючи Драйсдейла, Маргарет Оллі, Джона Олсена, Девіда Едгара Стрейкена і Дональда Френда. Це зібрання художників, іноді називається групою Хілл-Енд, відоме своїм ландшафтним мистецтвом. Беллетт, хоча іноді і малювала пейзажі, була відома своїми класичними сюжетами і натюрмортами, які критики щосили намагалися вписати в своє розуміння групи Хілл-енд. Проте, кілька натюрмортів цього періоду зберігаються в публічних колекціях, у тому числі «Натюрморт з рибою» (1954) (англ. «Still Life with Fish»), в тасманійському музеї і художній галереї і «Натюрморт з дерев'яною чашею» (близько 1954) (англ. "Still life with wooden bowl "), в художній галереї Нового Південного Уельсу. Ці картини часто зображувалися з сильним колоритом, що також іноді було характерною рисою більш ранніх робіт, на які критики звертали увагу.
І Беллетт, і Хефлігер протягом багатьох років були неформальними організаторами мистецької спільноти Сіднея. У 1955 році Беллетт допомогла заснувати премію Блейка для підвищення стандартів релігійного мистецтва і була її першим суддею.

### Майорка
У 1957 році позашлюбний зв'язок Хефлігера, що тривав більш як десять років, підійшов до кінця. Беллетт і Хефлігер покинули Австралію, маючи намір тихо розлучитися, але помирилися. Після року, проведеного в Парижі, вони оселилися на Майорці, проживши спочатку в Деї (Deià), а потім купили будинок в селі Кан-Баксу. Беллетт писала пейзажі та натюрморти, які відображали іспанський вплив, і періодично показувалася в Австралії протягом 1960-х років. Рік, коли Беллетт переїхала на Майорку, виявився останнім роком, коли вона виставляла свої роботи за межами Австралії, яку пара відвідала в 1970 і 1975 роках, а Беллетт сама повернулася ще раз в 1983 році. Беллетт стала «роззявою» на місцевій художній сцені. Частково це було пов'язано з переходом в австралійському мистецтві, який включав підйом абстрактного експресіонізму, сильний вплив невеликої кількості власників галерей і дискримінацію щодо жінок, що досягла «рекордного рівня». Проте Беллетт вдалося організувати кілька виставок у Сіднеї та Мельбурні. Ці нечасті виставки були дуже позитивно сприйняті критиками. Коли її роботи були вивішені в галереї Південної Ярри в 1964 році, відомий мистецтвознавець і критик Бернард Сміт заявив у своєму огляді для журналу «The Age», що він «не міг згадати виставку в Мельбурні такої якості з тих пір, як почав писати цю колонку.» Рецензуючи її виставку 1966 року в Сіднеї, критик газети «Herald» вважав, що саме її «здатність поєднувати спокійну красу форми її улюбленого класицизму з похмурим романтичним духом забезпечила їй таке почесне місце в австралійському живописі…старовина природи і людських побудов досліджується за допомогою тонкого, потужного дослідження.» У 1971 році, критик Мельбурн Алан МакКуллох вважав її класичні твори найуспішнішим. Проводячи паралелі між класичною трагедією і сучасними глобальними кризами біженців, він зазначив: «у цих картинах є нескінченна ніжність і нескінченна печаль. Бо хоча ці скелясті, затінені ландшафти населені примарами і тінями стародавньої цивілізації, вони також цікаво символізують сьогоднішні напруги і трагедії».
Беллетт і Хефлігер до кінця життя мешкали і працювали на Майорці, періодично здійснюючи поїздки до Італії. Такі їх друзі, як художники Джеффрі Смарт і Джон Олсен, регулярно відвідували їх в Європі. Травма зап'ястя означала, що картини, підготовлені в 1976 році для персональної виставки, були її останніми роботами. Хефлігер помер у березні 1982 року; Беллетт пережила рак молочної залози і мастектомію в 1986 році і померла 16 березня 1991 року.

## Культурна спадщина
Перед своєю смертю Беллетт заповідала котедж в Хілл-Енді службі національних парків і дикої природи (англ. the National Parks and Wildlife Service) (яка керує історичним об'єктом Хілл-енду) за умови, що він буде використовуватися як притулок художників. Він і далі діє з цією метою. Станом на 2016 рік Беллетт — єдина жінка, яка неодноразово вигравала премію Сулмана. Велика кількість її робіт зберігається в художній галереї Нового Південного Уельсу; інші галереї, які містять зразки робіт, включають Художню галерею Південної Австралії, Художню галерею Західної Австралії, Художню галерею Бендіго, Художню галерею Джилонга, Національну галерею Австралії, і Тасманійський музей і художню галерею. У 2004—2005 роках великі ретроспективні виставки були проведені в регіональній художній галереї Батерста, галереї S. H. Ervin в Сіднеї, художньому музеї університету Квінсленду, регіональній галереї півострова Морнінгтон і галереї Drill Hall в Канберрі.
Названа Амандою Бересфорд як «єдиний справжній сучасний класицист Австралії», Беллетт зазвичай вважається впливовою фігурою в русі сучасного мистецтва Сіднею середини XX століття. Історик мистецтва Джанін Берк описала Беллетт як «лідера післявоєнного світу мистецтва», а куратор художнього музею університету Квінсленду помістив її як «видатну фігуру в образотворчому мистецтві з 1930-х років і до її смерті на Майорці в 1991 році». Про її картини думки розходяться: Берк описав її як «ймовірно найкращу художницю» Сіднейського осередку, історик Джеффрі Даттон не був переконаний у влучності її вибору теми, але високо оцінив «впевнений, хоча і приглушений» стиль Беллетт. Мистецтвознавець і письменник Саша Гришин дотримувався іншої думки. Коментуючи картини Беллетт з грецькими міфологічними сюжетами, створені в 1940-х роках, він писав: «Вони не були ні дуже переконливими картинами, ні творами, які мали особливий резонанс в Сіднеї або австралійському мистецтві того часу». Джон Пассмор і Беллетт разом навчалися в Австралії та Англії, подорожували по Європі і виставлялися пліч-о-пліч на групових виставках. Він дуже критикував роботи Беллетт, в той час як Івонн Одетт відвідувала кілька курсів малювання художниці, описувала її класичні роботи як «нудні пози, дуже погано намальовані і навіть ще більш погано намальовані, як незграбна розмальовка».